# Administrateur du Québec
L'administrateur du Québec est la personne désignée pour exercer les pouvoirs et les fonctions du lieutenant-gouverneur du Québec s'il est absent ou incapable.

## Fonction et nomination
Dans l'ordre de préséance québécois, il occupe le premier rang s'il advient à occuper ses fonctions. La Loi constitutionnelle de 1867 dispose que « le gouverneur général en conseil pourra, au besoin, nommer un administrateur qui remplira les fonctions de lieutenant-gouverneur durant l’absence, la maladie ou autre incapacité de ce dernier ».
En pratique, une nomination permanente est faite par décret du Conseil du trésor. Il s'agit automatiquement du membre de la Cour d’appel du Québec occupant le poste juge coordonnateur dans la ville de Québec. Si ce dernier ne peut occuper la fonction, il est remplacé par le juge avec le plus d'ancienneté et habitant Québec.

## Titulaire
- Depuis le 12 septembre 2022 : Suzanne Gagné
- 20 juin 2018 - 12 septembre 2022 : Dominique Bélanger
- 29 août 2013 - 20 juin 2018 : Julie Dutil